# میگون-دونگ
میگون-دونگ (به لاتین: Migeun-dong) یک منطقهٔ مسکونی در کره جنوبی است.